# Robert DePalma

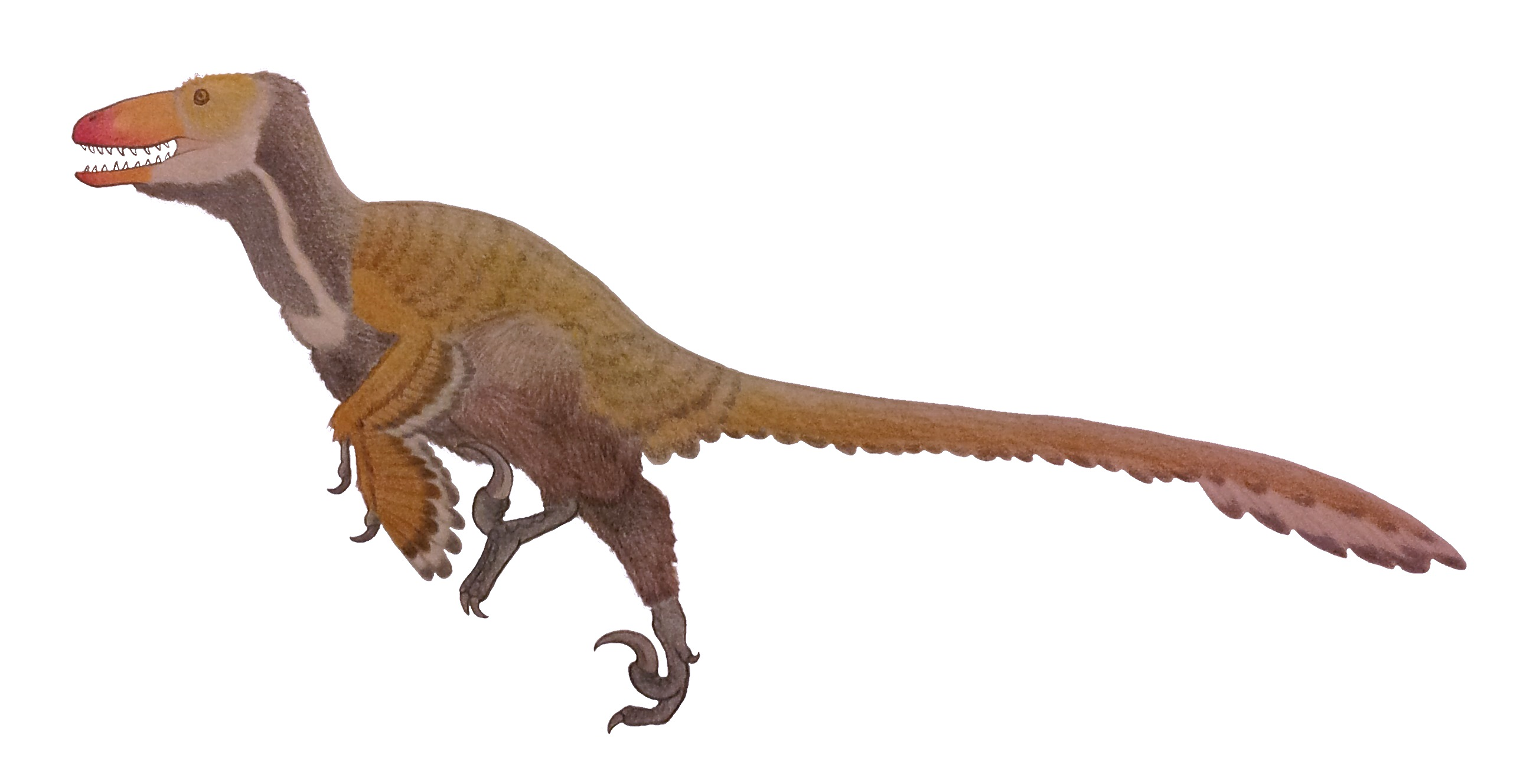
Skiss av Dakotaraptor

Robert DePalma, född 12 oktober 1981, är en amerikansk paleontolog och kurator.
Robert DePalma är son till tandkirurgen Robert De Plama Sr i Delray Beach. Han växte upp i Boca Raton i Florida. 
Han var redan som barn fascinerad av ben. Både hans far och hans farfars bror var kirurger i Florida. Vid fyra års ålder fick han på ett museum i Texas ett fragment av ett dinosaurieben. Vid sex-sju års ålder börja han själv leta fram fossilerade ben från istidsdjur. I Colorado fann han vid nio års ålder sitt första dinosaurieben.
Han gräver enbart på privat mark. I USA har man rätt att köpa, sälja och exportera fossiler. Detta gör att han i regel får betala alla omkostnader själv.
Han har deponerat delar av sina samlingar på museer som University of Kansas, Palm Beach Museum of Natural History samt Florida Atlantic University. Han är (2019) doktorand vid University of Kansas. 
Robert DePalma publicerade 2013 i Proceedings of the National Academy of Sciences. Där lanserade han ett fynd av en ny art dinosaurier, Dakotaraptor, men hade råkat sätta in ett sköldpaddsfossilben i sin rekonstruktion, som satts samman av tusentals benfragment. Han kritiserades i vetenskapskretsar för detta.
Han har gjort fynd på en privat ranch ett antal mil från Bowman i North Dakota i USA. Han har gett platsen kodnamnet Tanis efter en fornegyptisk stad, också med i filmen Raiders of the Lost Ark. Ranchen ligger i området Badlands, som är en del av det starkt eroderade Hell Creek Formation med förhållandevis lättillgängliga dinosauriefossil.
Han har bedrivit utgrävningar på "Tanis" under fem år. Fyndhålet är en meter djupt, omkring 18 meter långt och 12 meter brett. Där har hittats fossiler av sötvattensfiskar av arten skedstörar och under dem tanden till en mosasaur, en marin rovreptil. Denna hittades långt ifrån närmaste hav, som var Western Interior Seaway, ett grund hav som sträckte sig från vad som idag är Mexikanska golfen norrut i delar av Nordamerika, i vad som nu är Mississippibäckenet.
Robert DePalma publicerade i mars 2019 en första vetenskaplig artikel om fynden i "Tanis", tillsammans med bland andra geologen Walter Alvarez, teoretiske fysikern Jim Smit (född 1943) och paleontologen Rudolph Pascucci.